# 小達敏昭
小達 敏昭（おだて としあき、1968年1月8日 - ）は、日本のプロゴルファー。東京都出身。

## 経歴
10歳でゴルフを始める。両親はサラリーマンになるか家業を継ぐ事を期待していたが、高校時代、白血病で病床にあった姉・夏目雅子がゴルファーになるよう薦めた。
関東学院中学校高等学校、日本大学卒業。大学在学中はゴルフ部で活躍した。
武藤哲郎に師事し、1991年にプロ転向。ツアー2勝。
2004年5月、東京・銀座のニューギンザビル8階に「小達敏昭銀座ゴルフクリニック」を設立。ツアープロの小池丈晴、土屋光司と共に1 - 2名の少人数制でレッスンを行っている。
2008年、南青山にヒーリングサロン isfeel aoyamaをプロデュースした。

## 人物
実姉は女優の夏目雅子、義姉は元キャンディーズの田中好子、娘は宝塚歌劇団月組男役の風間柚乃である。

## 主な戦歴
- アマ・タイトル
  - 中学 - 全日本ジュニア
  - 高校 - 関東ジュニア
  - 大学 - 日刊杯関東学生、日刊アマ全国大会、マルマンオープンベストアマ
- プロ・タイトル
  - 1993年 - ヨネックスオープン広島
  - 2001年 - JCBクラシック仙台
  - PGA公認1995年日本ドライビングコンテスト 優勝
  - ドライビングコンテスト優勝10回以上（公式記録自己ベスト 399ヤード）

## CM出演
- ヤマザキパン「サンロイヤルブレッド」（1999年）